# 山田村 (岡山県都窪郡)
山田村（やまだそん）は、岡山県都窪郡にあった村。現在の岡山市南区の一部にあたる。

## 地理
足守川の下流右岸に位置していた。

## 歴史
- 1889年（明治22年）6月1日、町村制の施行により、都宇郡山田村、妹尾崎村が合併して村制施行し、山田村が発足[1][2]。旧村名を継承した山田、妹尾崎の2大字を編成[2]。
- 1900年（明治33年）4月1日、郡の統合により都窪郡に所属[1][2]。
- 1902年（明治35年）4月1日、都窪郡大福村と合併し福田村を新設して廃止された[1][2]。合併後、福田村大字山田・妹尾崎となる[2]。

## 産業
- 農業[2]